# Victor Abita
Victor Abita, auch Vittorio Abita (* 1916 in Palermo, Königreich Italien; † nach 1948) war ein venezolanischer Pianist, Musikpädagoge und Komponist italienischer Herkunft.

## Leben
Victor Abita erhielt seinen ersten Musikunterricht in Palermo. Später ging er nach Pescara, wo er nach einem Kompositions- und Klavierstudium graduiert wurde. 1937 wurde er am dortigen Liceo Musicale zum Professor für Klavier und Harmonielehre ernannt. 1948 übersiedelte er nach Trujillo in Venezuela und wurde an der Escuela Música del Ateneo de Trujillo zum Dozent für Klavier und Komposition berufen. Später war er Musiklehrer und Chorleiter am Liceo Rafael Rangel in Valera.

## Werke
- Riberas del caribe. Impresiones venezolanas. Rom, 1956